# Gizzeria
Gizzerìa (Jezzarìa in dialetto catanzarese, Jacari in arbëreshë) è un comune italiano di 5 325 abitanti della provincia di Catanzaro in Calabria.

## Geografia fisica
Gizzeria è situato a 630 m s.l.m., abbarbicato sui pendii della valle del torrente Casale e sotto il colle Micatundu, con vista sulle Isole Eolie, sia in inverno che in estate.
Il comune comprende anche una zona di costa che si estende per circa 10 km. La caratteristica peculiare di questo tratto di costa sono i venti termici che l'attraversano. Infatti per le caratteristiche geomorfologiche del territorio questo tratto di costa è chiamato "La bocca del vento", perché è qui che si incanala il vento all'interno dell'istmo di terra dove è presente uno dei parchi eolici più grandi d'Italia. Grazie a queste caratteristiche il comune di Gizzeria è uno dei migliori luoghi nel Mediterraneo per praticare lo sport del kitesurf. Infatti, Gizzeria ospita ogni anno una tappa del campionato europeo e nel 2015 ha ospitato una tappa del campionato mondiale delle categorie Hydrofoile e race.

## Origini del nome
Il nome proviene dalla città greca Ἴσσαρος 

## Storia
Il territorio di Gizzeria, come i rinvenimenti archeologici hanno dimostrato, conta numerose testimonianze di insediamenti italici e
greci nell'antichità. Le radici di Gizzeria, secondo alcuni studiosi, risalgono a un'antica colonia greca detta Izzario o Izzaria, poi assorbita dal monastero basiliano di San Nicola latinizzato nell'XI secolo dai benedettini di S. Eufemia, monastero di cui si sa molto poco.
In epoca normanna, denominata Yussaria, fu un castrum del Duca Roberto il Guiscardo, e fu donata in feudo all'abbazia benedettina di Sant'Eufemia.
La fondazione ufficialmente riconosciuta dell'abitato è del 1450 circa, forse ad opera dei coloni albanesi (arbëreshë), esuli sfuggiti alla distruzione turca e provenienti dall'Albania in varie ondate. Il paese fu presto assegnato, assieme al territorio di Nocera Terinese, al feudo di Santa Eufemia governato dai Cavalieri di Malta, che effettuarono una latinizzazione del luogo, a seguito della quale gli abitanti abbandonarono la lingua albanese ed il rito ortodosso; difatti oggi poco o nulla rimane di quelle remote tradizioni.
Fu danneggiata dal terremoto del 1783. Per la legge del 19 gennaio 1807 i Francesi ne fecero un Luogo, ossia Università, nel cosiddetto Governo di Sant'Eufemia del Golfo. Nel riordino disposto
per decreto del 4 maggio 1811, istitutivo di Comuni e Circondari, gli fu attribuito come Villaggio, ossia frazione, Sant'Eufemia e fu compreso nel Circondario di Sambiase.
In epoca borbonica furono limitati i privilegi ecclesiastici, e verso l'inizio dell'Ottocento fu abolito il feudalesimo. Si
assistette, in questo modo, all'ascesa sociale di una borghesia territoriale: i c.d. galantomini.
Numerosi paesani parteciparono ai moti liberali, tra i quali è da citare Alessandro Toia, uno dei partecipanti alla spedizione dei Mille, e dopo l'unità d'Italia furono numerosi gli episodi legati al brigantaggio postunitario.
Verso la fine dell'Ottocento la scarsità delle risorse e l'aumento demografico determinarono l'inizio di una forte emigrazione, che continua anche nel XXI secolo, e l'urbanizzazione di una cospicua parte della popolazione, che è andata a vivere a Sambiase e Nicastro, poi diventata Lamezia Terme.
Gizzeria ha pagato un triste tributo al fenomeno migratorio italiano: provenienti da Gizzeria erano alcuni degli emigrati italiani scomparsi nel più grave disastro minerario che la storia degli Stati Uniti ricordi, l'incidente di Monongah, avvenuto il 6 dicembre 1907 nell'omonima località statunitense.

### Simboli
Lo stemma è stato riconosciuto con decreto del capo del governo del 19 dicembre 1940. Vi è rappresentato, su sfondo azzurro, san Giovanni Battista, accompagnato in punta da un agnello e in capo da una croce di Malta biforcata. Con il capo di porpora. Il gonfalone è un drappo di azzurro.

## Monumenti e luoghi d'interesse

### Architetture religiose
- Chiesa di San Giovanni Battista;
- Chiesa dell'Annunziata.

## Società

### Evoluzione demografica
Abitanti censiti

### Etnie e minoranze straniere
Secondo i dati ISTAT al 31 dicembre 2009 la popolazione straniera residente era di 580 persone. Le nazionalità maggiormente rappresentate in base alla loro percentuale sul totale della popolazione residente erano:
- Marocco 446 10,37%
- Romania 65 1,51%

## Cultura

### Eventi
- Festa del patrono San Giovanni Battista (24 giugno);
- 'A 'hfera a' Cona (terza domenica di ottobre), in cui, fino a qualche anno fa, si teneva il caratteristico mercato degli animali.

## Infrastrutture e trasporti

### Strade
Nel territorio comunale sono presenti l'autostrada Salerno-Reggio Calabria, la strada statale 18 Tirrena Inferiore e le strade provinciali 101 e 103.

### Ferrovie
Il paese è servito dalla stazione di Gizzeria Lido, posta sulla ferrovia Tirrenica Meridionale.

## Amministrazione
| Periodo           | Periodo           | Primo cittadino   | Partito                                             | Carica                    | Note |
| ----------------- | ----------------- | ----------------- | --------------------------------------------------- | ------------------------- | ---- |
| 23 aprile 1995    | 23 aprile 1997    | Umberto Delfino   | lista civica di centro-sinistra                     | sindaco                   |      |
| 23 aprile 1997    | 16 novembre 1997  |                   |                                                     | commissario straordinario |      |
| 16 novembre 1997  | 27 maggio 2002    | Michele Rosato    | lista civica di centro-destra                       | sindaco                   |      |
| 27 maggio 2002    | 28 maggio 2007    | Michele Rosato    | lista civica di centro-destra                       | sindaco                   |      |
| 28 maggio 2007    | 26 giugno 2009    | Sergio Trapuzzano | Democratici di Sinistra Partito Democratico         | sindaco                   |      |
| 26 giugno 2009    | 29 marzo 2010     |                   |                                                     | commissario straordinario |      |
| 29 marzo 2010     | 31 maggio 2015    | Pietro Raso       | lista civica                                        | sindaco                   |      |
| 31 maggio 2015    | 23 luglio 2020    | Pietro Raso       | lista civica "Gizzeria Che Vogliamo"                | sindaco                   |      |
| 23 luglio 2020    | 21 settembre 2020 |                   |                                                     | commissario straordinario |      |
| 21 settembre 2020 | in carica         | Francesco Argento | lista civica di centro-destra "Gizzeria Che Amiamo" | sindaco                   |      |